# Clutch
A Clutch egy amerikai metál- és rockzenekar, mely 1991-ben alakult a Maryland állambeli Germantownban. A zenekar stílusa elegyíti a klasszikusrock-, metál-, valamint blueselemeket. Az évek során a tizenkettő megjelent stúdiólemezen a zenekar különböző hangzásjegyekkel kísérletezett, így zenéjükben felfedezhető a funk, a hardcore punk vagy a klasszikus hard rock is. Dalszövegeikre a szójátékok és az angol humor is jellemzők, dalaikban gyakran lelhető fel utalás történelmi személyiségekre, a mitológia, a vallás vagy a populáris kultúra elemeire.

## Történet
A zenekar 1991-ben alakult a Maryland államban található Germantownban. A Neil Fallon énekes köré szerveződő együttes tagjai – egyetlen rövid időszaktól eltekintve – azóta is változatlanok. A folytonos koncertezés nyomán komoly helyi rajongótáborra tettek szert, majd egy EP-vel is jelentkeztek. Első lemezszerződésüket 1993-ban az EastWest Recordsnál kötötték meg, majd a Transnational Speedway League megjelenését követően megbízhatóan és sorozatosan jelentették meg a stúdióalbumokat. 1998-tól a Columbia, majd 2004-től a DRT Records jelentette meg kiadványaikat.
A Pure Rock Fury (2001) album volt az első a zenekar történetében, mely az Amerikai Egyesült Államokban több rádió programjában is helyet kapott. Ebben szerepet játszhatott, hogy a kemény metálhangzás mellett ezen a lemezen jelentek meg komolyabban a funk stílusjegyei is a zenekar repertoárjában.
A zenekar felállásában az első változás 2005-ben következett be, amikor a Robot Hive/Exodus címet viselő nagylemez felvételeihez csatlakozott az alapító tagokhoz Mick Schauer billentyűs.
Miközben több válogatás- és ritkaság-, valamint koncertlemezt is kiadtak, filmes anyaggal csak viszonylag későn jelentkeztek. 2007-ben létrehozták saját kiadójukat, a Weathermaker Musicot. A kiadó elnevezése a zenekar 2004-es igen sikeres albumáról, a Blast Tyrant egyik dalcíméből ered. A kiadó nem kíván széles körű tevékenységet kifejteni. Mint Neil Fallon énekes elmondta: "Nem vagyunk érdekeltek abban, hogy más zenekarok számára is fejlesszük a kiadót. Ennek két oka is van, egyfelől, mert már most is elég munkánk van vele úgy ahogy van, másfelől pedig nem akarunk azok a srácok lenni, akik a pult másik oldalán foglalnak helyet. Nem akarok az lenni, aki 'nem'-et mond egy másik zenekarnak." A Weathermaker egyik első kiadványaként jelent meg a zenekar első DVD-je (Full Fathom Five: Video Field Recordings), melynek felvételeit 2007-ben és 2008-ban különböző helyszíneken, így New Jersey-ben, Pittsburghben, Denverben és az ausztráliai Sydney-ben rögzítették.
Mivel a zenekar tagjai nem kívántak szolóprojekteket indítani, együtt igyekeznek más irányú zenei érdeklődésüket is a nyilvánosság elé tárni: 2000-ben létrehozták The Bakerton Group elnevezésű új zenekarukat, mely alapvetően instrumentális zenét játszik, különösen pszichedelikusrock-, jazz- és countryelemekkel. Neil Fallon énekes szerint: "Minden egyes riff mellett, mely felkerül egy Clutch-lemezre, van legalább húsz, amelyik a szemeteskosárban landol. Így ez csak az egyik útja annak, hogy újrahasznosítsuk ezeket az ötleteket..."
A zenekar 2010-ben sem pihen: folyamatos turnézás mellett újabb DVD-kiadvánnyal jelentkezik. A Live At The 9:30 című anyag két lemezen jelenik meg, mely közül az első a washingtoni 9.30 Clubban rögzített koncertet tartalmazza. A második korongon a Fortune Tellers Make a Killing Nowadays című dokumentumfilm szerepel. Ez nemcsak felöleli a csapat eddigi pályafutását, de ritkán játszott dalokat és az együttes pályafutásának második koncertjén készült felvételeket is tartalmaz.
Az együttes 2011-ben nemcsak a Motörhead amerikai turnéján vett részt, de újra kiadta hét évvel korábban megjelent Blast Tyrant című – kritikusok által is sokat dicsért – albumát, melyet nemcsak újrakevertek, de egy eddig kiadatlan számmal is kiegészítettek. Sőt az újrakiadáshoz kapcsoltak egy komplett új lemezt is, mely Basket of Eggs címre hallgat és eddig meg nem jelentetett, illetve új stílusban (alapvetően akusztikusan) rögzített régi dalokat tartalmaz.

## Tagok
- Neil Fallon – ének, gitár, szintetizátor
- Tim Sult – gitár
- Dan Maines – basszusgitár
- Jean-Paul Gaster – dobok

### Korábbi tagok
- Mick Schauer – szintetizátor (2005–2008)

## Diszkográfia

### Nagylemezek
- 1993: Transnational Speedway League: Anthems, Anecdotes and Undeniable Truths
- 1995: Clutch
- 1998: The Elephant Riders
- 1999: Jam Room
- 2001: Pure Rock Fury
- 2004: Blast Tyrant
- 2005: Robot Hive / Exodus
- 2007: From Beale Street to Oblivion
- 2009: Strange Cousins from the West
- 2013: Earth Rocker
- 2015: Psychic Warfare
- 2018: Book Of Bad Decisions

### EP-k
- 1991: Pitchfork
- 1992: Passive Restraints
- 1997: Impetus

### Koncertlemezek
- 2002: Live at the Googolplex
- 2004: Live in Flint, Michigan
- 2007: Heard It All Before: Live at the HiFi Bar
- 2008: Live at the Corner Hotel
- 2008: Full Fathom Five: Audio Field Recordings (2007–2008)

### Válogatások
- 2003: Slow Hole to China: Rare and Unreleased
- 2005: Pitchfork & Lost Needles
- 2009: Slow Hole to China: Rare and Re-released

### Filmes kiadványok
- 2008: Full Fathom Five: Video Field Recordings (2007–2008)
- 2010: Clutch Live @ the 9:30 Club